# In Sorte Diaboli
In Sorte Diaboli (latin: "Genom att välja Satan") är det norska black-metalbandet Dimmu Borgirs sjunde studioalbum som släpptes i april 2007 på Nuclear Blast. Producent för albumet är Fredrik Nordström tillsammans med Dimmu Borgir. Albumet är inspelat i Studio Fredman, Göteborg.

## Koncept
In Sorte Diaboli är Dimmu Borgirs första konceptalbum, med en berättelse som utspelar sig under medeltiden i Europa. Det handlar om en präst som börjar tvivla på sin tro och slutar med att han indirekt blir Antikrist.
Sven Atle Kopperud (en av bandets gitarrister, med artistnamnet "Silenoz") har uttalat sig och sagt följande: "There's this dude that works as a priest's assistant, and after a while he just discovers that he has nothing to do with Christianity. He just sort of has this awakening and realizes that he has different abilities and different powers and is leaning more to the dark side."[källa behövs]
Fri översättning: "Det finns en kille som jobbar som assistent åt en präst, efter ett tag upptäcker han dock att han inte har någonting med kristendom att göra. Han får en sorts uppvaknande eller väckelse, och inser att han har andra sorters begåvningar, och krafter och att han lutar mer åt den mörka sidan."

## Låtlista
1. "The Serpentine Offering" – 5:09
2. "The Chosen Legacy" – 4:17
3. "The Conspiracy Unfolds" – 5:24
4. "The Ancestral Fever" (bonusspår, europeisk utgåva) – 5:51
5. "The Sacrilegious Scorn" – 3:58
6. "The Fallen Arises" – 2:59
7. "The Heretic Hammer" (bonusspår, nordamerikansk utgåva)  – 4:37
8. "The Sinister Awakening" – 5:09
9. "The Fundamental Alienation" – 5:17
10. "The Invaluable Darkness" – 4:44
11. "The Foreshadowing Furnace" – 5:49

## Medverkande
Musiker (Dimmu Borgir-medlemmar)
- Shagrath (Stian Tomt Thoresen) – sång, keyboard
- Silenoz (Sven Atle Kopperud) – rytmgitarr
- Mustis (Øyvind Johan Mustaparta) – synthesizer
- Hellhammer (Jan Axel Blomberg) – trummor
- I.C.S. Vortex (Simen Hestnæs) – basgitarr, sång (spår 1, 5, 10)
- Galder (Thomas Rune Andersen Orre) – sologitarr

Produktion
- Dimmu Borgir – producent
- Fredrik Nordström – producent, ljudtekniker, ljudmix
- Patrik J. Sten – producent, ljudtekniker
- Russ Russell – mastring
- Joachim Luetke – omslagsdesign, omslagskonst
- Patric Ullaeus – foto